# Gilles De Bilde
Gilles De Bilde (* 9. Juni 1971 in Zellik) ist ein ehemaliger belgischer Fußballspieler.

## Karriere

### Verein
Der 1,80 m große Offensivspieler spielte in der Jugend beim Verein Zellik Sport in seinem Heimatort, unterbrochen von einer kurzen Zeit beim RSC Anderlecht von 1984 bis 1985. Seine ersten Einsätze im Herrenbereich bestritt er für den Verein KHO Merchtem, für den er ab 1989 aktiv war. 1992 wechselte er zu Eendracht Aalst in die zweite belgische Liga und wurde damit Profi. 1994 stieg er mit seinem Verein in die Erste Division auf. Schon bald entwickelte er sich auch in der ersten belgischen Liga zum Torjäger und wurde zudem 1994 zu Belgiens Fußballer des Jahres gewählt. Von 1995 bis 1997 war er für den RSC Anderlecht aktiv. Er spielte dort ebenfalls sehr erfolgreich und war bei den Fans beliebt. Er bekam von ihnen den Spitznamen „de ket“ (die Kette).
Die erfolgreiche Zeit in Anderlecht endete abrupt: De Bilde hatte im Dezember 1996 in einem Ligaspiel gegen seinen Ex-Verein Eendracht Aalst seinem Gegenspieler Krist Porte einen Schlag ins Gesicht verpasst. Der Schiedsrichter hatte die Tätlichkeit nicht gesehen. Porte konnte danach wegen der erlittenen Verletzungen (Bruch der Augenhöhle, der Nase und des Kiefers) lange kein Spiel bestreiten. Neben verhängten Geldstrafen wurde de Bilde für drei Monate vom belgischen Fußballverband gesperrt.
De Bildes Reputation in Belgien war entsprechend. Daher wechselte er während der Spielzeit 1996/97 zum niederländischen Erstligisten PSV Eindhoven. In der restlichen Spielzeit erzielte er sieben Tore in acht Spielen für Eindhoven. Am Ende der Saison wurde sein Verein Meister in der Eredivisie. In der Saison 1997/98 war de Bilde mit 13 Toren in der Liga erfolgreich. Auch kam er zu seinen ersten Einsätzen in der UEFA Champions League (97/98: 6 Spiele, 3 Tore). In der Liga wurde die PSV Eindhoven Zweiter. Sein Partner im Angriff war des Öfteren sein Landsmann Luc Nilis. In der Folgesaison verlor de Bilde seinen Stammplatz und ging zur Saison 1999/2000 in die Premier League zu Sheffield Wednesday. Nach einer für ihn persönlich wohl zufriedenstellenden Saison (38 Spiele, 10 Tore und damit erfolgreichster Torschütze intern), die aber mit dem Abstieg seines Klubs zu Ende ging, wurde er an Aston Villa verliehen, womit er in der ersten Liga blieb. Hier traf er wieder auf Luc Nilis, der aber (aufgrund einer Verletzung), wie de Bilde nur wenige Spiele bestritt (3). De Bilde kam zu vier Einsätzen (kein Tor) und ging noch während der Saison zurück zu Sheffield Wednesday. Bis zu seinem Weggang 2001 gelangen ihm allerdings nur noch drei Tore und Sheffield war weit vom Wiederaufstieg entfernt. Zu den Fans von Sheffield Wednesday hatte er ein schwieriges Verhältnis, da er nicht immer die Leistung brachte, die sich die Anhänger von ihm versprachen. Trotzdem gehörte er zu den „Vielverdienern“ in der Mannschaft.
2001 ging er wieder zurück nach Belgien und unterschrieb einen Vertrag beim RSC Anderlecht. In der ersten Liga spielte er danach noch beim SK Lierse (2003–2004). Anschließend zog er zunächst nach Spanien und gab ein Jahr später ein Comeback in Belgien beim Amateurverein KVC Willebroek-Meerhof (2005–2007).

### Nationalmannschaft
1994 debütierte er für die belgische Nationalmannschaft. Durch den Vorfall im Dezember 1996 wurde seine Nationalmannschaftskarriere unterbrochen. Im Juni 1997 spielte er erstmals wieder für die „Roten Teufel“. Anfangs gab es noch einige Anfeindungen seitens der Fans, die De Bilde aber ertrug und die mit der Zeit abnahmen. Bis 2000 kam er insgesamt zu 25 Länderspielen (zwei Tore). Er nahm mit der Nationalelf an der in Belgien und den Niederlanden ausgetragenen EM 2000 teil. De Bilde kam dort zu einem Einsatz; die Mannschaft schied in der Vorrunde aus.

### Erfolge
- Niederländischer Meister 1997 mit der PSV Eindhoven
- Niederländischer Supercup-Sieger (Johan Cruijff Schaal) 1997 und 1998 mit der PSV Eindhoven
- Belgischer Goldener Schuh 1994

## Nach der Karriere
Nach dem Karriereende trat de Bilde als Fußballexperte im Fernsehen in Erscheinung.
Ab 2007 betreute De Bilde eine Fußballmannschaft von Obdachlosen, die an der jährlich ausgetragenen Fußballweltmeisterschaft der Obdachlosen teilnimmt. Über diese Tätigkeit wurde im Rahmen einer Doku-Soap im Fernsehen berichtet.

## Familie
De Bilde ist verheiratet und hat drei Töchter.